# 角盈男
角 盈男（すみ みつお、本名・旧登録名：角 三男〈読み同じ〉、1956年〈昭和31年〉6月26日 - ）は、鳥取県米子市出身の元プロ野球選手（投手、左投左打）・コーチ、解説者・評論家、タレント。パシフィックボイス所属。
1978年から1987年の登録名は角 三男。1988年から1989年の登録名は角 光雄（いずれも読み同じ）。
長男は元プロ野球選手の角一晃。次男は元プロ野球選手で、独立リーグ・ルートインBCリーグに所属する埼玉武蔵ヒートベアーズ球団社長の角晃多。

## 経歴

### プロ入り前
米子市立美保中学校卒業後の1972年に米子工業高校へ進学。
1973年には4番・右翼手として夏の甲子園鳥取大会決勝に進むが、鳥取西に10回裏サヨナラ負けを喫した。
1974年はエースとして活躍するが甲子園には届かず。
1975年に三菱重工三原へ入社。
1976年の都市対抗では広島マツダの補強選手として出場し、2回戦で新日鐵堺に完封勝利。準決勝でも先発するが、北海道拓殖銀行の千藤和久、有沢賢持（日産サニー札幌から補強）に抑えられ完封負けを喫する。
同年のドラフト会議で読売ジャイアンツから3位指名を受けるが、これを保留。
1977年の都市対抗では電電中国に補強され出場。1回戦で先発を任され、大昭和製紙の山根政明、池田信夫と投げ合うが惜敗。その後、ドラフト期限前に巨人へ入団する。

### 巨人時代
1年目の1978年に5勝7セーブで新人王を獲得したが、2年目の1979年は制球力の悪さが顕在化し不調に陥った。同年オフには地獄の伊東キャンプに参加し、サイドスロー転向に成功。このサイド転向は、変則的なフォームでタイミングが取りづらいことや地肩が強く連投が利く角の特長とマッチし、球速こそ落ちたものの後年の活躍につながった。
1981年には8勝20セーブで最優秀救援投手のタイトルを獲得し、4年ぶりのリーグ優勝に貢献。全試合後楽園で行われた日本ハムとの日本シリーズでは、第1戦で同点の9回裏にリリーフで登板するも井上弘昭にサヨナラ安打を打たれ敗戦したが、同年に行われた日米野球第2戦ではメジャーリーガー相手に7連続奪三振を奪う活躍を見せた。
この後もリリーフとして貢献するが他球団からのマークにあって研究され、肘を壊しやや低迷。自身の制球難からの救援失敗などもあった。
1986年には肘に続き右の内転筋を痛めてしまい、それを痛み止めで騙し騙し投げていたがついに肉離れをしてしまったことによりリリーフエースの座を鹿取義隆及びルイス・サンチェに譲る。右サイドハンドの鹿取に対し、左サイドハンドの角はセットアッパーやワンポイントリリーフとして重用され長く巨人のリリーフ陣の核として活躍。1986年の勝利の方程式「角－鹿取－サンチェ」は流行語にもなっている。
巨人時代初期の背番号変遷は目まぐるしく、また珍しいものがある。入団当初は「11」を与えられ、1978年のキャンプ時は同番号で参加していたものの、大洋ホエールズからジョン・シピンが移籍してくるのに伴い、公式戦前に同選手に番号を譲り「45」に変更。
1979年から2年間は当初の番号と1番違いの「12」を背負った後、シピン退団翌年の1981年に当初の「11」に戻ったもので、元の番号に戻ると共に、ストッパーとしても開眼した。

### 日本ハム時代
1989年シーズン途中、左投手不足に悩む日本ハムに無償トレードで移籍。このトレードは日本ハム・近藤貞雄監督が巨人・藤田元司監督に駄目元で直接頼み実現したが、藤田が先発完投を強く志していたことや若手投手の台頭を受けて角自身も巨人での登板機会が減っており、藤田にトレードを直訴していたという事情があった。トレード期限ぎりぎりの6月30日の成立であり、移籍後は先発を務めたため423試合連続リリーフ登板のNPB記録（当時）が途絶えたが、同年8月15日にプロ12年目にして初完投を達成する。通算では43試合に先発、3完投の成績を残した。
1990年6月6日の大阪近鉄バファローズ戦（東京ドーム）ではラルフ・ブライアントにドームの天井スピーカーを直撃する推定飛距離170mの本塁打を打たれているが、この試合前に同僚の大島康徳が「打球が天井のスピーカーに当たったら、特別ルールで認定ホームランらしい。もし当てられたらどうする?」と聞かれて、角は「野球辞めますよ。投手としてプライドが許しません」と答えた。そしてその直後の試合で実現してしまうが、辞めることはなかった。

### ヤクルト時代
1992年に小川淳司との交換トレードでヤクルトスワローズに移籍。この時に角は日本ハムからの戦力外が確定していたが、「あと一人左（投手）が欲しい」と考えていたヤクルト・野村克也監督が目を付け、現役時代の同僚でもあった日本ハム・大沢啓二球団常務に直接申し入れて実現した。年上に八重樫幸雄、杉浦享がいたが、投手では最年長であった。再びリリーフとして14年ぶりのリーグ優勝に貢献し、通算99セーブで同年引退。野村は、同年の活躍から角がまさか引退するとは思っていなかったため「引退するなら通算100セーブを取らせてあげればよかった」と後悔していたが、本人は通算100SPを挙げているので気にはしていなかったという。野村から「（角の巨人時代の先輩）新浦は使えるの?」と聞かれた際「大丈夫だと思います」と答え、シーズン途中に金銭トレードで福岡ダイエーホークスから移籍しチームの優勝に貢献したが、角と同様に1992年で引退している。

### 引退後
引退後はテレビ朝日・文化放送解説者と日刊スポーツ評論家が決まっていたがバブル崩壊の影響で無くなり、1993年から1994年までニッポン放送解説者・サンケイスポーツ評論家、それだけでは食っていけないと浅井企画所属のタレントとしても活動。芸能界では新人で、芸能界の第一線で活躍している人を尊敬していたため、自分の子供のような年齢のジャニーズのアイドルにも「おはようございます!」と頭を下げることも平気であり、バラエティ番組に出演したほか、俳優としては『かりん』『瀬戸内少年野球団』に出演。球場での仕事は電車で球場入りして、仕事が終わればファンと一緒の電車で自宅に戻る一方、自分よりも全然若くて実績もない解説者が局が用意したハイヤーで移動していたため、惨めな気持ちになったりもした。
1995年、ニッポン放送での解説を聞いた野村から要請を受けて、1年契約でヤクルト一軍投手コーチに就任。1年契約の理由は、1994年オフに若松勉が新監督に就任する予定であったが、最終的に野村が1年契約で監督続投したため、角も野村同様1年契約になった。
野村からは「一軍投手コーチとしてチームを支えてほしい」「お前の明るさがチームには必要だ」と言われたが、実際はなり手がいなかった。
投手コーチは通常なら2人体制になるが、指導者経験の全く無かった角一人で一軍投手陣をすべて担当することになり、大胆過ぎる人事に球界関係者は驚いた。
契約も異例で、ヤクルト球団は事務所に契約金を払い、角は浅井企画から手数料を引いた額を貰う三者契約であった。
在任中は野村が求めていた自分に正面から進言する役目を自分からバカになりきって平気でこなし、若手投手陣の山部太・石井一久とのクッション役を果たすと同時にテリー・ブロスの精神的支えになり、監督に唯一、ものが言えるコーチでもあった。岡林洋一を軸とし、ベテランの伊東昭光、若手の山部・石井、近鉄から移籍してきた吉井理人、さらに最優秀防御率のタイトルを獲得したブロスと、6人の先発投手にきっちりと休養を与えながら見事に長いシーズンを乗り切った手腕が光り、同年のヤクルトはチーム防御率リーグトップの2.33を記録。この時に初めて上司の喜びが分かり、ホテルニューオータニのビールかけでは周囲から「こんなに喜んでいるコーチは見たことがない」と笑われるほどであったが、球団は日本シリーズ中に遠回しに「来季は契約しない」と匂わせ、角は予定通り1年で退任。野村は続投となり、1998年まで監督を継続した。
退任後はTBSテレビ・ニッポン放送解説者（1996年）を経て、1997年には古巣・巨人に一軍投手コーチとして復帰したが、同年退任。
1998年から2004年までテレビ東京・ニッポン放送解説者を務めた。
現在は評論家活動の傍ら、太田プロダクション所属のタレントとしても活動するほか、MXスタジアム解説者（1998年 - 2011年）、2008年からはロサンゼルス・エンゼルス日本担当スカウトを務めた。
2009年には東京・恵比寿でスナック「m-129」をオープンさせ、夫婦で経営している。
2人の息子も野球選手となり、長男の一晃は東海大相模高校の野球部出身で2005年の第77回選抜高等学校野球大会に出場。次男の晃多も東海大相模高校の野球部で内野手として活躍し、2008年夏は北神奈川大会決勝まで進み、10月のドラフト会議で千葉ロッテマリーンズから育成選手枠3位で指名され、入団した。
2014年6月6日に放送されたTBS系『私の何がイケないの?』にて、前立腺がんであることを告白した。健康診断を長らく受診していなかったという。
2016年1月に神戸、2月に東京で、アステラス製薬主催『がんサポートフォーラム』のパネルディスカッションに夫婦で登壇する。

## エピソード・人物
- 現役時代に苦手にしていた打者はヤクルトの若松勉とチャーリー・マニエルであった[19]。
- 角は打撃にも優れており、齊藤明雄から本塁打を放っている[20]。
- 利き腕と同じように、箸も左利き[21]。

## 詳細情報

### 年度別投手成績
| 年 度      | 球 団      | 登 板 | 先 発 | 完 投 | 完 封 | 無 四 球 | 勝 利 | 敗 戦 | セ 丨 ブ | ホ 丨 ル ド | 勝 率 | 打 者 | 投 球 回 | 被 安 打 | 被 本 塁 打 | 与 四 球 | 敬 遠 | 与 死 球 | 奪 三 振 | 暴 投 | ボ 丨 ク | 失 点 | 自 責 点 | 防 御 率 | W H I P |
| ---------- | ---------- | ----- | ----- | ----- | ----- | -------- | ----- | ----- | -------- | ----------- | ----- | ----- | -------- | -------- | ----------- | -------- | ----- | -------- | -------- | ----- | -------- | ----- | -------- | -------- | ------- |
| 1978       | 巨人       | 60    | 6     | 0     | 0     | 0        | 5     | 7     | 7        | --          | .417  | 477   | 112.2    | 76       | 6           | 77       | 3     | 6        | 89       | 1     | 0        | 38    | 36       | 2.87     | 1.36    |
| 1979       | 巨人       | 45    | 1     | 0     | 0     | 0        | 2     | 5     | 6        | --          | .286  | 288   | 65.1     | 52       | 3           | 39       | 2     | 2        | 61       | 3     | 0        | 39    | 29       | 4.02     | 1.39    |
| 1980       | 巨人       | 56    | 0     | 0     | 0     | 0        | 1     | 5     | 11       | --          | .167  | 315   | 79.0     | 48       | 5           | 35       | 3     | 3        | 110      | 0     | 0        | 21    | 20       | 2.28     | 1.05    |
| 1981       | 巨人       | 51    | 0     | 0     | 0     | 0        | 8     | 5     | 20       | --          | .615  | 397   | 104.1    | 55       | 9           | 33       | 1     | 2        | 121      | 1     | 0        | 19    | 17       | 1.47     | 0.84    |
| 1982       | 巨人       | 40    | 0     | 0     | 0     | 0        | 2     | 3     | 9        | --          | .400  | 250   | 63.0     | 36       | 4           | 24       | 2     | 5        | 71       | 1     | 0        | 14    | 14       | 2.00     | 0.95    |
| 1983       | 巨人       | 37    | 0     | 0     | 0     | 0        | 3     | 5     | 18       | --          | .375  | 252   | 56.0     | 53       | 4           | 32       | 4     | 3        | 55       | 1     | 0        | 23    | 21       | 3.38     | 1.52    |
| 1984       | 巨人       | 49    | 0     | 0     | 0     | 0        | 3     | 4     | 14       | --          | .429  | 251   | 58.2     | 44       | 7           | 31       | 2     | 4        | 51       | 3     | 1        | 22    | 21       | 3.22     | 1.28    |
| 1985       | 巨人       | 42    | 0     | 0     | 0     | 0        | 1     | 2     | 5        | --          | .333  | 186   | 42.1     | 37       | 6           | 24       | 3     | 2        | 40       | 0     | 1        | 22    | 22       | 4.68     | 1.44    |
| 1986       | 巨人       | 54    | 0     | 0     | 0     | 0        | 2     | 3     | 2        | --          | .400  | 233   | 58.1     | 40       | 6           | 19       | 6     | 1        | 70       | 1     | 0        | 20    | 18       | 2.78     | 1.01    |
| 1987       | 巨人       | 57    | 0     | 0     | 0     | 0        | 2     | 1     | 1        | --          | .667  | 154   | 37.2     | 34       | 5           | 8        | 1     | 1        | 37       | 1     | 0        | 16    | 14       | 3.35     | 1.12    |
| 1988       | 巨人       | 25    | 0     | 0     | 0     | 0        | 0     | 1     | 0        | --          | .000  | 63    | 13.1     | 16       | 1           | 7        | 1     | 0        | 10       | 0     | 0        | 7     | 7        | 4.73     | 1.73    |
| 1989       | 巨人       | 1     | 0     | 0     | 0     | 0        | 0     | 0     | 0        | --          | ----  | 2     | 0.1      | 0        | 0           | 0        | 0     | 1        | 0        | 0     | 0        | 0     | 0        | 0.00     | 0.00    |
| 1989       | 日本ハム   | 15    | 10    | 2     | 0     | 0        | 3     | 4     | 0        | --          | .429  | 293   | 66.1     | 63       | 6           | 40       | 2     | 2        | 35       | 0     | 0        | 28    | 25       | 3.39     | 1.55    |
| '89計      | 日本ハム   | 16    | 10    | 2     | 0     | 0        | 3     | 4     | 0        | --          | .429  | 295   | 66.2     | 63       | 6           | 40       | 2     | 3        | 35       | 0     | 0        | 28    | 25       | 3.38     | 1.55    |
| 1990       | 日本ハム   | 23    | 12    | 0     | 0     | 0        | 1     | 4     | 1        | --          | .200  | 348   | 79.2     | 69       | 15          | 44       | 2     | 5        | 60       | 3     | 0        | 36    | 32       | 3.62     | 1.42    |
| 1991       | 日本ハム   | 17    | 14    | 1     | 0     | 0        | 3     | 7     | 0        | --          | .300  | 376   | 85.1     | 82       | 6           | 51       | 3     | 4        | 41       | 1     | 0        | 38    | 37       | 3.90     | 1.56    |
| 1992       | ヤクルト   | 46    | 0     | 0     | 0     | 0        | 2     | 4     | 5        | --          | .333  | 171   | 39.1     | 29       | 4           | 24       | 7     | 2        | 37       | 3     | 0        | 15    | 14       | 3.20     | 1.35    |
| 通算：15年 | 通算：15年 | 618   | 43    | 3     | 0     | 0        | 38    | 60    | 99       | --          | .388  | 4056  | 961.2    | 734      | 87          | 488      | 42    | 43       | 888      | 19    | 2        | 358   | 327      | 3.06     | 1.27    |

- 各年度の太字はリーグ最高

### タイトル
- 最優秀救援投手：1回 （1981年）

### 表彰
- 新人王 （1978年）
- ファイアマン賞：1回 （1981年）
- 後楽園MVP：1回 （1981年）

### 記録
初記録
- 初登板：1978年4月4日、対横浜大洋ホエールズ1回戦（横浜スタジアム）、7回裏に3番手で救援登板・完了、2回無失点
- 初奪三振：同上、7回裏に高木嘉一から
- 初先発：1978年4月16日、対ヤクルトスワローズ2回戦（後楽園球場）、1回1/3を2失点で勝敗つかず
- 初セーブ：1978年4月29日、対ヤクルトスワローズ5回戦（明治神宮野球場）、7回裏2死から2番手で救援登板・完了、2回1/3を無失点
- 初勝利：1978年5月30日、対横浜大洋ホエールズ8回戦（後楽園球場）、7回表無死から2番手で救援登板、2回2失点
- 初先発勝利：1978年6月23日、対広島東洋カープ12回戦（広島市民球場）、6回0/3を1失点
- 初完投勝利：1989年8月15日、対ロッテオリオンズ19回戦（川崎球場）、9回2失点

節目の記録
- 500試合登板：1988年5月11日、対横浜大洋ホエールズ4回戦（横浜スタジアム）、8回裏から3番手で救援登板、1/3回無失点　※史上60人目
- 600試合登板：1992年8月5日、対阪神タイガース15回戦（明治神宮野球場）、7回表2死から3番手で救援登板、1/3回無失点　※史上28人目

その他の記録
- 連続押し出し四球：3、1979年6月3日、対阪神タイガース12回戦（後楽園球場）の8回表 ※セ・リーグ記録、同史上初[22]
- オールスターゲーム出場：2回 （1981年、1983年）

### 背番号
- 11 （1978年当初、1981年 - 1989年途中）
- 45 （1978年、1992年）
- 12 （1979年 - 1980年）
- 23 （1989年途中 - 1991年）
- 76 （1995年）
- 72 （1997年）

### 登録名
- 角 三男 （すみ みつお、1978年 - 1987年）
- 角 光雄 （すみ みつお、1988年 - 1989年）
- 角 盈男 （すみ みつお、1990年 - ）

## 関連情報

### 出演
映画
- 第2回欽ちゃんのシネマジャック「蛍の光」（1994年9月23日公開、東宝） - 寿司屋の客 役
- ダイヤモンド（2013年8月3日公開、オールインエンタテインメント）[23]
- アゲイン 28年目の甲子園（2015年1月17日公開、東映）

CM
- トヨタ・スキニー
- アクタス・スポーツドリンク（明治乳業、1983年頃）
- 明治サンテオレ

ラジオ
- ニッポン放送ショウアップナイター（ニッポン放送 - 専属解説者）
- スポーツミュージアム（かしわプロダクション）

テレビ
- かりん（NHK総合）
- MXスタジアム（東京MXテレビ - 解説者）
- 午後は○○おもいッきりテレビ（日本テレビ）
- 土曜スペシャル（テレビ東京 - 妻と出演。）
- ラーメンスタジアム（テレ玉 - 全国のラーメン店を巡るグルメ番組。レギュラー出演。）
- 徳光のTVコロンブス（テレビ東京）
- 角盈男が行く！ご当地ラーメン紀行
- オールスター感謝祭

ラジオ
- Changeの瞬間 〜がんサバイバーストーリー〜 （2020年7月12日・19日、朝日放送ラジオ）[24]